# Крупский, Павел Филиппович
Павел Филиппович Крупский (укр. Крупський Павло Пилипович; 18 февраля 1924 — 4 ноября 1943) — советский военнослужащий, участник Великой Отечественной войны, командир стрелкового отделения 1339-го стрелкового полка 318-й стрелковой дивизии 18-й армии Северо-Кавказского фронта, сержант. Герой Советского Союза

## Биография
Павел Крупский родился 18 февраля 1924 года на хуторе Екатериновский ныне Абинского района Краснодарского края. Его отец был табаководом и работал на табачных плантациях на хуторе Екатериновский. После 4 класса Павел Крупский учился в станице Фёдоровской.
В 1936 году семья Крупских переехала в станицу Новомышастовскую Краснодарского края. По успеваемости в учёбе Крупский имел оценки только «хорошо» и «отлично», любил читать приключенческую литературу о подвигах. В июне 1941 года окончил среднюю общеобразовательную школу (10 классов) в станице Новомышастовской. Трудовую деятельность начал в мастерской.
В мае 1942 года был призван в ряды Красной Армии рядовым. Курс молодого бойца он проходил в г. Туапсе.
5 августа 1942 года Павел Крупский получил боевое крещение в бою у станицы Ладожская, когда немцы сходу попытались форсировать реку Кубань. Натиск был отражён, и советскими войсками был нанесён контрудар по станице Ново-Михайловской, где противник был отброшен на восточную окраину и частично окружён. С 12 августа 1942 года Крупский участвовал в боевых действиях в должности рядового стрелка. Позже стал командиром отделения на Северо-Кавказском фронте, в Черноморской группе войск Закавказского фронта, и снова на Северо-Кавказском фронте. Был дважды ранен.
В 1942-1943 годах принимал участие в оборонительных боях на реке Кубань (район станицы Хадыженская на Туапсинском направлении) и в обороне восточной окраины г. Новороссийска. С сентября 1942 года по сентябрь 1943 года Крупский выполнял функции разведчика и участвовал в отражении 189 атак противника. За находчивость и отвагу в разоблачении переодетых в советскую униформу немецких разведчиков сержант Крупский был награждён орденом Красного Знамени (7 гитлеровских разведчиков были взяты в плен и более 2-х десятков уничтожены).
9—16 сентября 1943 года Крупский участвовал в Новороссийской десантной операции, ставившей целью освобождение города Новороссийска. Отделение Крупского входило в 3-й десантный отряд (1339-й стрелковый полк), на который противник бросил почти все свои резервы. Самоотверженные действия десантников всех 3-х отрядов, отвлекших на себя основные силы гарнизона, позволили двум полкам 318-й горно-стрелковой дивизии и другим подразделениям 18-й армии прорвать оборону врага и ворваться в г. Новороссийск, освободить его от врага. Представление Крупского к награде орден Отечественной войны 1-й степени за этот военный подвиг застало в медсанбате.
В ночь на 1 ноября 1943 года в первом десантном отряде командир стрелкового отделения 1339-го горно-стрелкового полка сержант Крупский вместе со своим отделением высадился на берег Керченского полуострова в районе посёлка Эльтиген (ныне Героевское в черте города Керчь). В течение 4-х дней принимал участие в отражении многократных атак превосходящих сил противника. В рукопашной схватке уничтожил несколько гитлеровцев, подбил немецкий танк и взорвал вражеский миномётный расчёт. Батальон Крупского овладел посёлком, расширив плацдарм для прибывающих советских подразделений.
4 ноября 1943 года Павел Крупский погиб в бою. Похоронен в посёлке Героевское. Указом Президиума Верховного Совета СССР от 17 ноября 1943 г. за образцовое выполнение боевых заданий командования на фронте в борьбе с немецко-фашистскими захватчиками и проявленное мужество и героизм сержанту Крупскому Павлу Филипповичу присвоено звание Героя Советского Союза.

## Награды
- Медаль «Золотая Звезда»;
- орден Ленина;
- орден Красного Знамени;
- орден Отечественной войны 1-й степени.

## Память

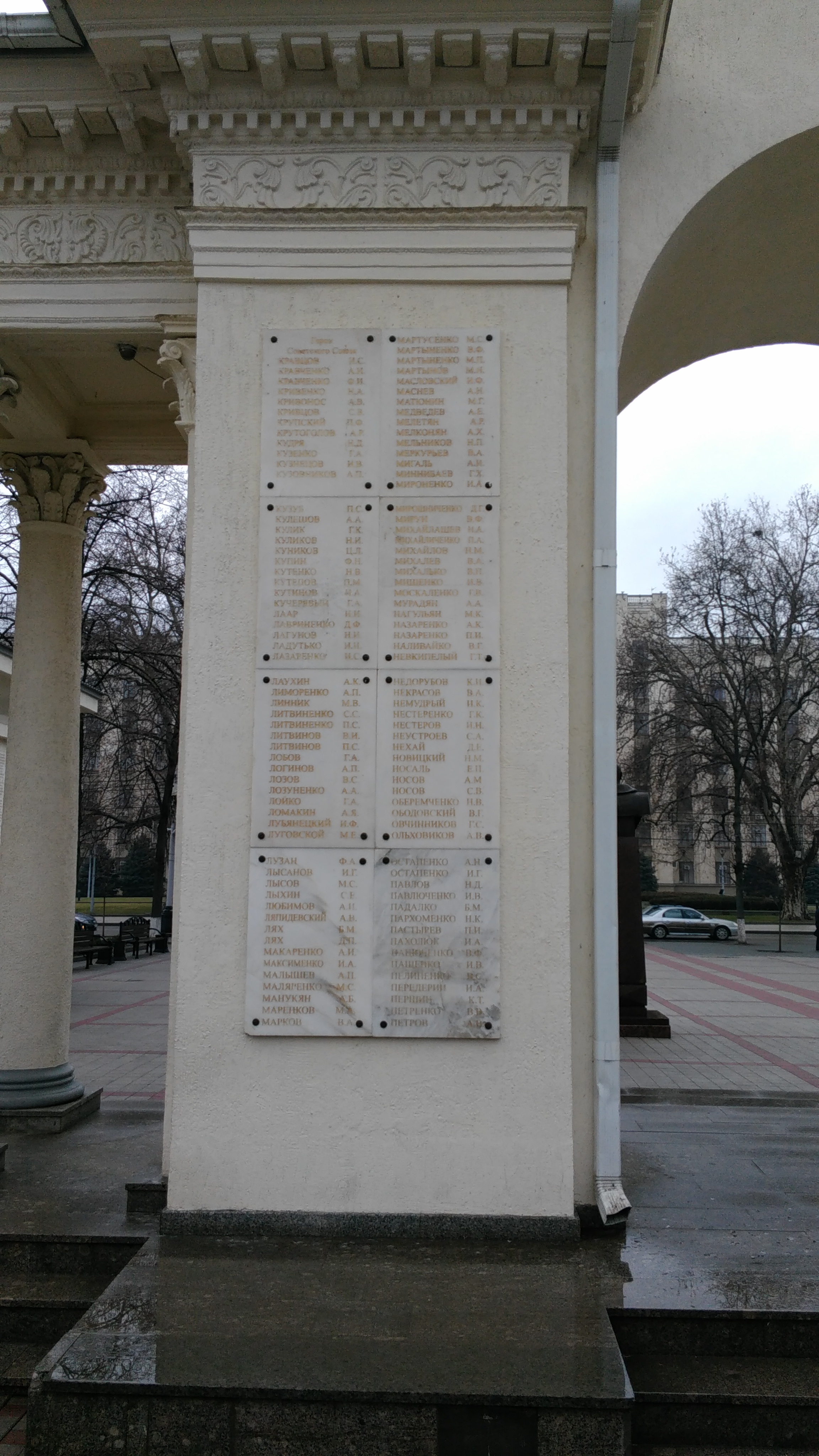
Имя Героя на мемориальной арке в Краснодаре. (Г-Пе)

- Имя Героя увековечено на мемориальной арке в Краснодаре.
- Имя Героя высечено золотыми буквами в зале Славы Центрального музея Великой Отечественной войны в Парке Победы города Москвы.
- Имя Героя Советского Союза Крупского П.Ф. присвоено школе станицы Новомышастовской, где он закончил 10 классов.
- Улица в городе Краснодаре носит имя Крупского П. Ф.
- Портрет Крупского П. Ф. находится в Краснодарском краеведческом музее.
- Фамилия Крупского П. Ф. высечена на мемориале Героев Советского Союза.